# تاد بلک
تاد بلک (انگلیسی: Todd Black؛ زادهٔ ۹ فوریهٔ ۱۹۶۰) تهیه‌کننده فیلم اهل آمریکا است.

## گزیده فیلم‌شناسی
- آتش در آسمان (۱۹۹۳)

- دانستون بررسی می‌کند (۱۹۹۶)

- داستان یک شوالیه (۲۰۰۱)

- الکس و اما (۲۰۰۳)

- هواشناس (۲۰۰۵)

- در جستجوی خوشبختی (۲۰۰۶)

- مناظره‌کنندگان بزرگ (۲۰۰۷)

- هفت پوند (۲۰۰۸)

- گرفتن پلهام ۱۲۳ (۲۰۰۹)

- برابرساز (۲۰۱۴)

- چپ‌دست (۲۰۱۵)

- هفت دلاور (۲۰۱۶)

- رومن جی. ایزریل، وکیل دادگستری (۲۰۱۷)

- برابرساز ۲ (۲۰۱۸)

- سرباز صفر (۲۰۱۹)

- بلک باتم ما رینی (۲۰۲۰)

- دفترچه خاطراتی برای جردن (۲۰۲۱)

- ریکاردو بودن (۲۰۲۱)

- مردی از تورنتو (۲۰۲۲)

- رهاسازی (۲۰۲۲)

- برابرساز ۳ (۲۰۲۳)

- درس پیانو (۲۰۲۴)